# لقمي الذيل
لُقْمِيّ الذيل (الاسم العلمي: Condylura)، هو جنس من الطوابين التي تشمل نوع واحد موجود (حَيّ)، وهو الطوبين نجمي الأنف (Condylura cristata) المتوطن في الأجزاء الشمالية من أمريكا الشمالية. وهو أيضًا العضو الوحيد الحي في قبيلة لُقيماوات الذيل.
بينما يستوطن نوعه الوحيد الموجود اليوم في العالم الجديد، تشير الأدلة الأحفورية إلى أن الجنس كان أكثر انتشارًا، مع وجود نوعين مسميين (C. kowalskii و C izabellae) معروفين من العصر الجليدي في بولندا وأنواع غير مسماة من منتصف العصر الميوسيني في كازاخستان.
صنف لقمي الذيل مع غيره من حيوانات العالم الجديد في فُصيلة طوبينيات العالم الجديد من قبل معظم المراجع. ومع ذلك، تشير الدراسات الحديثة إلى أنه يحتل موقعًا قاعديًا أكثر بكثير في طوبينيات، كونه أخًا لفرع يضم الجنس الأحفوري Geotrypus، وجميع طوبينياوات الحية، وجميع طوبينات العالم الجديد. من المحتمل أن يكون الجنس المنقرض Eotalpa جنسًا شقيقًا له.